# Азатот (рассказ)
«Азатот» (англ Azathoth) — начало незаконченного рассказа американского писателя Говарда Филлипса Лавкрафта. Фрагмент длиной в 480 слов был написан в июне 1922 года. Впервые опубликован в журнале «Leaves» в 1938 году, после смерти писателя. Рассказ относится к циклу «Мифы Ктулху» и тут впервые встречается древнее божество Азатот, хотя, эта сущность появляется только в названии.

## Сюжет

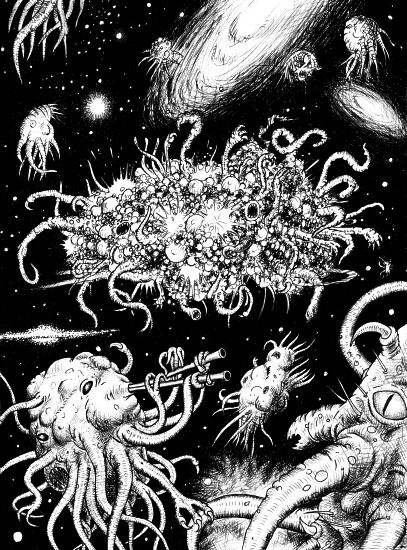
Азатот в чёрно-белом цвете в представлении Доминика Синьоре

Рассказ описывает как современный мир утрачивает воображение и веру в магию. Главный герой — неназванный человек, который живёт в унылом  городе. Каждую ночь в течение многих лет он смотрит из окна на звёзды. Однажды ему удаётся преодолеть пропасть между его миром и звёздами, и его разум отправляется в бескрайний космос, сквозь время, чтобы узреть такие тайны, о которых не подозревает человечество.

## Вдохновение
Лавкрафт писал, что роман был запланирован как «странная восточная сказка на манер 18-го века» и как «странный Ватековский роман», ссылаясь на повесть «Аравия», написанной Уильямом Томасом Бекфордом в 1786 году. Лавкрафт предполагал, что роман должен включать в себя материалы из сказки «Тысяча и одна ночь», написав об этом следующее:
Я не буду придерживаться современного критического канона, и должен откровенно проскользнуть через столетия, и стать создателем мифа, с той детской искренностью, которую никто не пытался достичь, кроме лорда Дансени, который ранее уже пытался достичь нашего времени. Я выйду за границы того мира, когда сосредоточу мысли не на применение литературных примеров, а на снах, о которых я мечтал, когда мне было 6 лет — снах, которые следовали моему первому знанию Синдбада, Агиба, Баба-Абдаллах и Сиди-Нонмана.
Вероятно, Лавкрафт никогда не возвращался к дописыванию фрагмента из 480 слов, который сохранился до сегодня. Позднее он написал повесть с аналогичной тематикой — «Сомнамбулический поиск неведомого Кадата», которая объединяет все произведения из «Цикла снов». Древний бог Азатот самолично не описывается в этом отрывке. Можно найти его краткое описание в 22 сонете «Грибы с Юггота».  

## Связь с другими произведениями
В финале «Сомнамбулический поиск неведомого Кадата» появляется Бездна. 
В рассказе «Селефаис» сновидец Куранес падал в бездну в Стране снов, чтобы попасть в своё прошлое. 
В рассказе «Иные боги» Барзаи Мудрый взошёл на священную гору Хатег-Кла и увидел бездну в небе.
В рассказе «Безымянный город» учёный обнаружил зал под руинами, где увидел бездну. 
В рассказе «Музыка Эриха Цанна» глухой музыкант открыл портал в бездну при помощи виолы.